# Théâtre National de la Criée

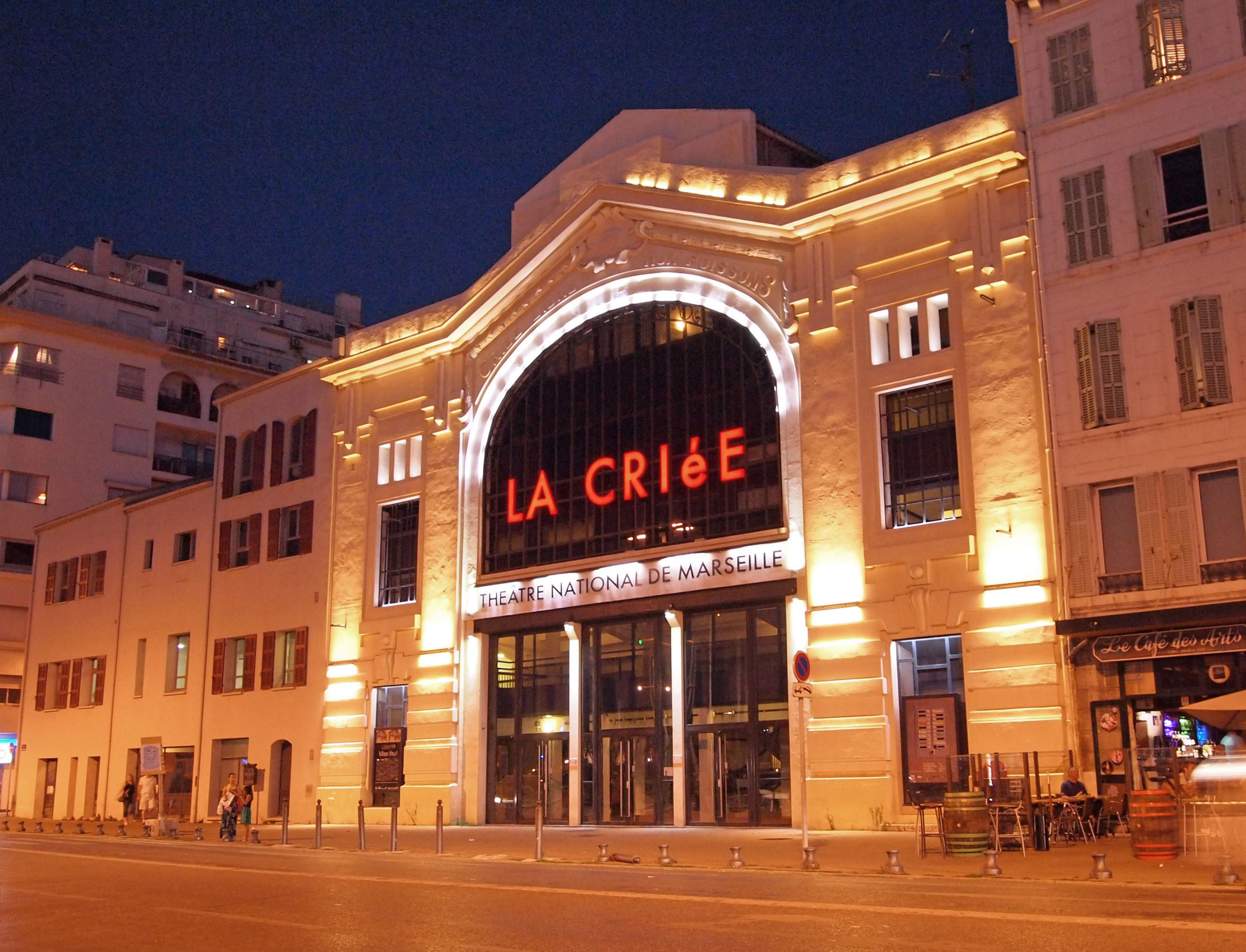
Voorgevel

Théâtre National de la Criée of kortweg La Criée is een voormalige visbeurs gelegen aan de Vieux-Port in de Franse stad Marseille. Het bouwwerk is sinds 1981 in gebruik als een theater. De gevel is gebouwd aan het begin van de 20e eeuw en is een historisch monument.
Het theater heeft twee zalen; een van 800 en een van 250 plaatsen.